# Бродерсби (Швансен)
Бродерсби (њем. Brodersby) општина је у њемачкој савезној држави Шлезвиг-Холштајн. Једно је од 165 општинских средишта округа Рендсбург. Према процјени из 2010. у општини је живјело 764 становника. Посједује регионалну шифру (AGS) 1058032.

## Географски и демографски подаци
Бродерсби се налази у савезној држави Шлезвиг-Холштајн у округу Рендсбург. Општина се налази на надморској висини од 17 метара. Површина општине износи 9,8 km². У самом мјесту је, према процјени из 2010. године, живјело 764 становника. Просјечна густина становништва износи 78 становника/km².